# Симоненко, Иван Александрович
Иван Александрович Симоненко (род. 22 мая 1943, Иванков, Киевская область) — советский киноактёр, режиссёр.

## Биография
Родился в 1943 году в селе Иванково Киевской области.
Окончил актёрский (1965) и режиссёрский (1976) факультеты Киевского театрального института имени Карпенко-Карого.
В 1962—1977 — актёр Киевской киностудии им. А.Довженко.
В 1977 году дебютировал как режиссёр сняв совместно с С. Клименко фильм «Весь мир в глазах твоих…» за который был награждён дипломом на кинофестивале «Молодость» (1977).

## Фильмография
Актёр:
- 1962 — Здравствуй, Гнат — Петруха
- 1962 — Цветок на камне — Сергей, член бригады Гривы
- 1965 — Гадюка — расстрелянный (нет в титрах)
- 1966 — Бурьян — селянин
- 1966 — Лишний хлеб — жених
- 1967 — Большие хлопоты из-за маленького мальчика — дружинник
- 1967 — В западне — Пётр
- 1967 — Десятый шаг — пассажир
- 1967 — Свадебные колокола — эпизод
- 1969 — Адъютант его превосходительства — кочегар
- 1969 — Дума о Британке — эпизод
- 1969 — Почтовый роман — офицер
- 1970 — Меж высоких хлебов — Иван Семенюта
- 1970 — Семья Коцюбинских — Андрей
- 1970 — Хлеб и соль — Григорий, друг Левка
- 1971 — Дерзость — подпольщик
- 1971 — Нина — Фёдор, партизан
- 1972 — Длинная дорога в короткий день — Рудый
- 1972 — Тайник у Красных камней — милиционер
- 1973 — Каждый вечер после работы — Синица, ученик вечерней школы, работник тира
- 1973 — Дума о Ковпаке — партизан
- 1974 — Трудные этажи — водитель
- 1974 — Юркины рассветы — Оверченко
- 1975 — Вы Петьку не видели? — колхозник
- 1977 — Талант — конструктор
- 1978 — Подпольный обком действует — эпизод
- 1980 — Большая - малая война — эпизод
- 1985 — Кармелюк — Митницкий

Режиссёр:
- 1977 — Весь мир в глазах твоих… (совм. с С. Клименко)
- 1982 — Преодоление (совм. с Н. Литусом)